# Kühberg (Fichtelgebirge)
Der Kühberg ist ein 611 m hoher, stark bewaldeter Granitberg in der Selb-Wunsiedler Hochfläche im Fichtelgebirge (Nordostbayern). 
Er liegt 1,5 km südwestlich der Stadt Marktleuthen im Landkreis Wunsiedel im Fichtelgebirge. Westlich umfließt in weitem Bogen die Eger den Berg und bildet zwischen Kühberg und Lindenberg ein Durchbruchstal (Egerdurchbruch) mit mächtigen Granitblöcken im Bachbett. Am Nordhang des Kühbergs stehen Granitfelsen mit Matratzenbildung an, die im Volksmund Kleiner Hirschsprung genannt werden. Im Landbuch der Sechsämter aus dem Jahr 1499 wurde der Berg erstmals urkundlich erwähnt.

## Karten
- Topografische Karte des Bayerischen Landesvermessungsamtes Nr. 5837 Weißenstadt, 1: 25.000
- Fritsch Wanderkarte Nr. 110, 1:35.000